# Verdunningsreeks
Een verdunningsreeks is een opeenvolgende reeks van oplossingen van dezelfde stof, maar met telkens een kleinere chemische concentratie. Meestal worden de verdunningsstappen in gelijke proporties genomen (bijvoorbeeld telkens een factor 10 verschil in de concentratie).
Verdunningsreeksen worden dikwijls ingezet in de kalibratie van een analysetoestel, zoals een spectrometer.

## Voorbeeld

### Niet lineaire relatie
Je wilt een verdunning maken van een zoutoplossing die een concentratie heeft van 1 mol/liter.
Je neemt 1 liter van deze zoutoplossing van 1 M en je brengt dit bij 9 l verdunningsvloeistof (bufferoplossing, of gedestilleerd water, afhankelijk van de toepassing): 
{\displaystyle {\frac {1{\mbox{ M}}\cdot 1{\mbox{ l}}}{1{\mbox{ l}}+9{\mbox{ l}}}}={\frac {1}{10}}{\mbox{ M}}{\frac {\mbox{l}}{\mbox{l}}}=0,1{\mbox{ M}}}
Zo kun je in gelijke stapjes blijven verder verdunnen door telkens 1 liter van het mengsel te nemen en er 9 liter verdunningsvloeistof bij te voegen: 1 M, 0,1 M, 0,01 M, 0,001 M, 0,0001 M, ... In de praktijk wordt dan niet met hoeveelheden van 1 liter gewerkt maar wordt slechts 10 ml verdund tot 100 ml, Het effect is hetzelfde: de opgeloste hoeveelheid zout zit in een tien keer zo groot volume.
Deze manier van verdunnen wordt vooral toegepast als de reactie van de te meten grootheid niet evenredig is met de concentratie.  Een voorbeeld hiervan is het overleven van planten in een steeds hogere zoutconcentratie.  Bij lage concentraties zullen alle planten blijven leven, bij hoge gaan ze allemaal dood.  

### Lineaire relatie
Een tweede standaardmanier om een verdunningsreeks te maken is uitgaande van de stam-oplossing 1, 2, 3, ... ml te verdunnen tot 100 ml. Uitgaande van dezelfde oplossing als in het eerste voorbeeld ontstaat dan een serie met concentraties van 0,01 M, 0,02 M, 0,03 M .... etc.
Deze manier van verdunnen wordt vooral toegepast als de te meten grootheid evenredig is met de concentratie. Een voorbeeld hiervan is de extinctie van licht in oplossingen met een steeds iets hogere concentratie.  